# معركة المضيق
معركة المضيق وتعرف (بالإنجليزية: The Battle of the Straits)‏ أيضًا باسم وقعة المجاز، هي معركة دارت في أوائل عام 965 بين أساطيل الإمبراطورية البيزنطية والدولة الفاطمية في مضيق مسينة. وانتهت بانتصار فاطمي كبير، والانهيار النهائي لمحاولة الإمبراطور نقفور الثاني لاستعادة صقلية من الفاطميين.

### معلومات المراجع
- Lev، Yaacov [بالروسية] (1984). "The Fāṭimid Navy, Byzantium and the Mediterranean Sea, 909–1036 CE/297–427 AH". Byzantion: Revue internationale des études byzantines. ج. 54 ع. 1: 220–252. ISSN:0378-2506. JSTOR:44170866.